# Liste der Monuments historiques in Thennelières
Die Liste der Monuments historiques in Thennelières führt die Monuments historiques in der französischen Gemeinde Thennelières auf.

## Liste der Objekte
| Bezeichnung                                            | Beschreibung                                                                                | Standort                        | Kennzeichnung | Schutzstatus | Datum | Bild |
| ------------------------------------------------------ | ------------------------------------------------------------------------------------------- | ------------------------------- | ------------- | ------------ | ----- | ---- |
| Zwei Engelsskulpturen                                  | Holz, farbig gefasst und vergoldet, 18. Jahrhundert                                         | in der Kirche St-Léon-II (Lage) | PM10004373    | Inscrit      | 1973  |      |
| Hauptaltar                                             | Altartisch, Altaraufbau und Tabernakel; Holz, farbig gefasst und vergoldet, 18. Jahrhundert | in der Kirche St-Léon-II (Lage) | PM10004375    | Inscrit      | 1973  |      |
| Skulptur Heiliger Leo II.                              | Holz, farbig gefasst, 16. Jahrhundert                                                       | in der Kirche St-Léon-II (Lage) | PM10004381    | Inscrit      | 1974  |      |
| Liegefigur der Louise de Coligny                       | Schwarzer und weißer Marmor, bezeichnet 1582                                                | in der Kirche St-Léon-II (Lage) | PM10002197    | Classé       | 1894  |      |
| Skulptur Ecce homo                                     | Kalkstein, einfarbig gefasst, 16. Jahrhundert                                               | in der Kirche St-Léon-II (Lage) | PM10002201    | Classé       | 1980  |      |
| Zelebrantenstuhl                                       | Eichenholz, Leder, 18. Jahrhundert                                                          | in der Kirche St-Léon-II (Lage) | PM10002200    | Classé       | 1974  |      |
| Retabel                                                | Eichenholz, farbig gefasst und vergoldet, 18. Jahrhundert                                   | in der Kirche St-Léon-II (Lage) | PM10004376    | Inscrit      | 1973  |      |
| Triumphbogen                                           | Schmiedeeisen, 18. oder 19. Jahrhundert                                                     | in der Kirche St-Léon-II (Lage) | PM10004394    | Inscrit      | 1973  |      |
| Prozessionsstab Madonna mit Kind                       | Holz, farbig gefasst und vergoldet, 18. Jahrhundert                                         | in der Kirche St-Léon-II (Lage) | PM10004423    | Inscrit      | 1973  |      |
| Grabstein für Gaucher de Dinteville und Anne du Plessy | schwarzer und weißer Marmor, Kupfer, Kalkstein, bezeichnet 1531                             | in der Kirche St-Léon-II (Lage) | PM10002198    | Classé       | 1894  |      |
| Kirchenfenster                                         | eines bezeichnet 1524                                                                       | in der Kirche St-Léon-II (Lage) | PM10002199    | Classé       | 1908  |      |
| Zwei Prozessionsstäbe                                  | mit unidentifizierten Heiligen; Holz, farbig gefasst und vergoldet, 18. Jahrhundert         | in der Kirche St-Léon-II (Lage) | PM10004372    | Inscrit      | 1973  |      |
| Skulptur Madonna mit Kind                              | Kalkstein, farbig gefasst, 16. Jahrhundert                                                  | in der Kirche St-Léon-II (Lage) | PM10004374    | Inscrit      | 1973  |      |
| 28 Kirchenbänke                                        | Eichenholz, 18. Jahrhundert                                                                 | in der Kirche St-Léon-II (Lage) | PM10004377    | Inscrit      | 1973  |      |
| Bodenfliesen                                           | Keramik, 16. Jahrhundert                                                                    | in der Kirche St-Léon-II (Lage) | PM10004378    | Inscrit      | 1973  |      |
| Kruzifix                                               | Holz, farbig gefasst und vergoldet, 17. Jahrhundert                                         | in der Kirche St-Léon-II (Lage) | PM10004379    | Inscrit      | 1973  |      |
| Reliquienbüste eines heiligen Bischofs                 | Holz, farbig gefasst und vergoldet, 18. Jahrhundert                                         | in der Kirche St-Léon-II (Lage) | PM10004380    | Inscrit      | 1974  |      |